# Кайынды (Ошская область)
Кайынды (кирг. Кайыңды) — село в Ноокатском районе Ошской области Кыргызстана. Входит в состав Кок-Бельского айылного аймака.

## География
Село расположено в западной части области, на правом берегу реки Кайынды (правый приток реки Ак-Буура), на расстоянии приблизительно 37 километров (по прямой) к юго-востоку от города Ноокат, административного центра района.

## Население
Согласно оценочным данным Национального статистического комитета Кыргызской Республики, численность населения села на начало 2023 года составляла 200 человек.
| год     | 2009 | 2014 | 2015 | 2020 | 2021 | 2023 |
| ------- | ---- | ---- | ---- | ---- | ---- | ---- |
| человек | 453  | 489  | 539  | 139  | 195  | 200  |